# Районен съд Търговище
Районен съд Търговище е съд в Търговище, който обслужва населението на община Търговище. Разположен е на адрес: ул. „Славейков“ №59. От март 2023 г. председател на съда е Тодор Димитров.

## История
През 1880 г. със Закона за устройство на съдилищата и Устава на гражданското съдопроизводство на мировите съдии са учредени и е регламентирана дейността на мировите съдилища. В гр. Ески Джумая (днес Търговище) също се създава мирови съд. Мировия съдия е еднолична власт с район на действие – съответната околия. Неговите решения се изпълняват от местните полицейски чинове или от общинското началство. Към мировия съдия има назначен, от Окръжен съд – Шумен, съдебен пристав. Той изпълнява углавното и гражданско съдопроизводство.
През 1934 г. със Закона за устройство на съдилища мировите съдилища се преименуват в околийски. Околийски съд – Търговище е едноличен съд и неговата компетентност се простира на територията на Търговищка околия.
През 1971 г. народните съдилища променят наименованието си на районни – чл. 126 от Конституцията на Народна република България (ДВ бр. 39 от 18 май 1971 г.).